# Gerena (kommunhuvudort)
Gerena är en kommunhuvudort i Spanien.   Den ligger i provinsen Provincia de Sevilla och regionen Andalusien, i den sydvästra delen av landet, 400 km sydväst om huvudstaden Madrid. Gerena ligger 87 meter över havet och antalet invånare är 5 803.
Terrängen runt Gerena är lite kuperad. Runt Gerena är det ganska tätbefolkat, med 139 invånare per kvadratkilometer. Närmaste större samhälle är La Rinconada, 16,0 km öster om Gerena. Trakten runt Gerena består till största delen av jordbruksmark.